# Xenoscapa
Genre
Classification phylogénétique
Xenoscapa est un genre de plantes de la famille des Iridaceae originaire d'Afrique.
Il comprend deux espèces.
Ce sont des plantes herbacées, vivaces et bulbeuses.

## Liste d'espèces
Selon World Checklist of Selected Plant Families (WCSP) (30 janv. 2011) :
- Xenoscapa fistulosa (Spreng. ex Klatt) Goldblatt & J.C.Manning (1995)
- Xenoscapa uliginosa Goldblatt & J.C.Manning (1995)